# Unione Sportiva Palmese 1979-1980
Questa voce raccoglie le informazioni riguardanti l'Unione Sportiva Palmese nelle competizioni ufficiali della stagione 1979-1980.

## Rosa
| N. |                   | Ruolo | Calciatore                 |
| -- | ----------------- | ----- | -------------------------- |
| -  | Italia (bandiera) | D     | Salvatore Acampa           |
| -  | Italia (bandiera) | C     | Aniello Addeo              |
| -  | Italia (bandiera) | D     | Giovanni Cammarano         |
| -  | Italia (bandiera) | C     | Federico Cangiano          |
| -  | Italia (bandiera) | C     | Dionisio Collavini         |
| -  | Italia (bandiera) | A     | Gianfranco De Carolis      |
| -  | Italia (bandiera) | D     | Franco Della Corte         |
| -  | Italia (bandiera) | D     | Giuseppe Di Sarno          |
| -  | Italia (bandiera) |       | Esposito                   |
| -  | Italia (bandiera) | A     | Enrico Ferrari             |
| -  | Italia (bandiera) | D     | Antonio Leonardo Fumagalli |
| -  | Italia (bandiera) | A     | Pasquale Giobbe            |
| -  | Italia (bandiera) | D     | Vincenzo Guadagnuolo       |

| N. |                   | Ruolo | Calciatore          |
| -- | ----------------- | ----- | ------------------- |
| -  | Italia (bandiera) | A     | Antonino Indelicato |
| -  | Italia (bandiera) | A     | Vito Lampugnani     |
| -  | Italia (bandiera) | C     | Federico Margiotta  |
| -  | Italia (bandiera) | D     | Carlo Masato        |
| -  | Italia (bandiera) | D     | Rosario Paparozzi   |
| -  | Italia (bandiera) | C     | Maurizio Pierelli   |
| -  | Italia (bandiera) | P     | Claudio Pirone      |
| -  | Italia (bandiera) | A     | Roberto Pulcrano    |
| -  | Italia (bandiera) | D     | Angelo Romano       |
| -  | Italia (bandiera) |       | Sammartino          |
| -  | Italia (bandiera) | C     | Crescenzo Scungio   |
| -  | Italia (bandiera) | C     | Pasquale Terrecuso  |
| -  | Italia (bandiera) | P     | Domenico Torre      |